# Martin Maloča
Martin Maloča (Zagabria, 21 marzo 1990) è un calciatore croato, centrocampista del Kralj Tomislav Zagabria.

## Carriera
Ha giocato nella massima serie dei campionati saudita e croato.